# Maatschappij
Maatschappij (nederländska av maat, "kamrat", och schappij, suffixet "-skap"), betyder sällskap, samfund, förening, bolag, i synnerhet handelsbolag.
Etymologisk grund till Svenska ordet maskopi, vilket kan tolkas som hur man såg på nederländska köpmän runt 1500-talets Sverige.[källa behövs]